# Coffee table book

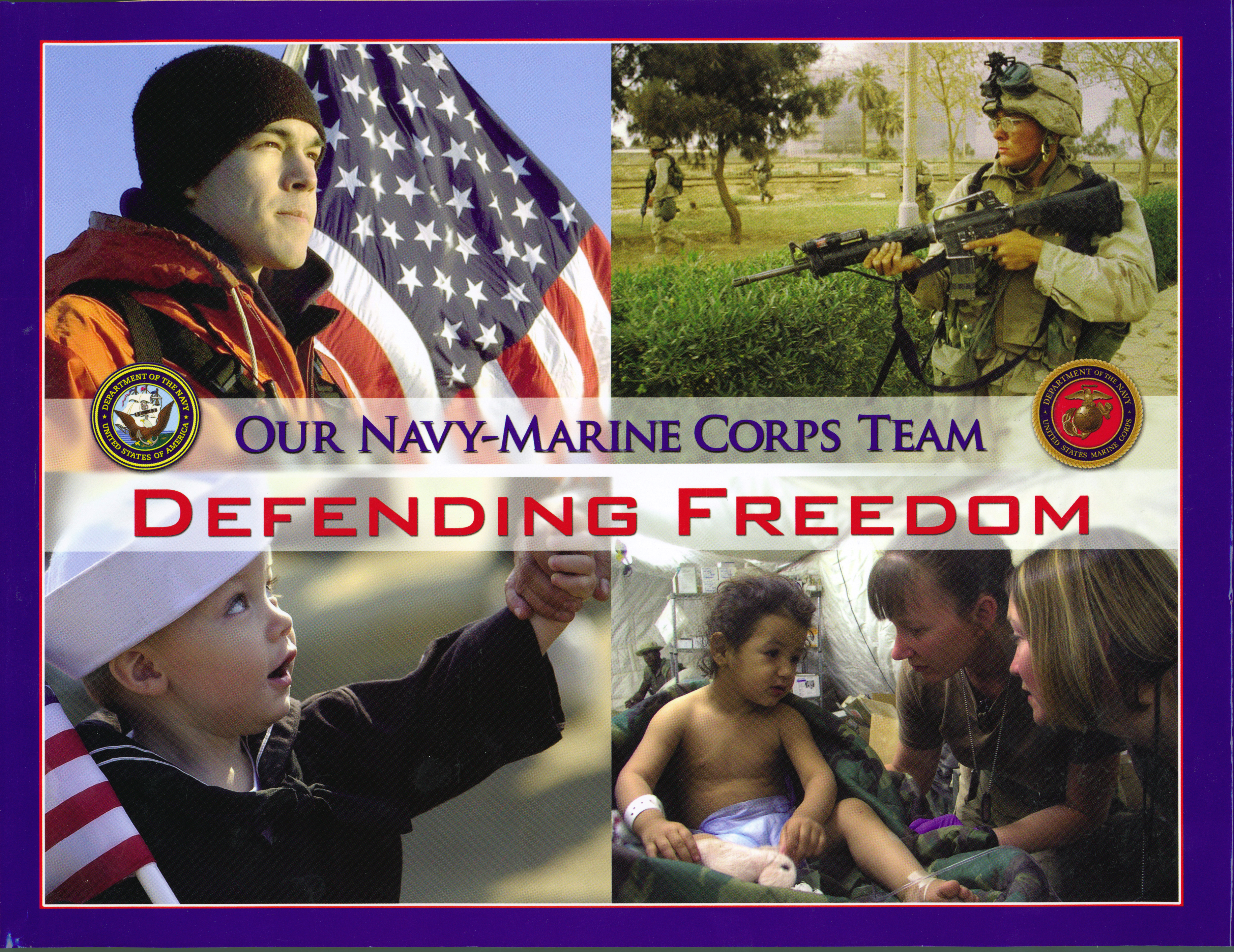
Libro de tapa dura

Coffee table book (en inglés, literalmente, «libro de mesa de centro») es un término aplicado a los libros de gran formato y tapa dura con un diseño cuidado y una exquisita edición con abundantes ilustraciones que tienen más importancia que los textos. Este tipo de libros tiene gran auge comercial como artículos de regalo, sobre todo en Navidad, y se ha convertido en un complemento decorativo de los hogares, ya que, por su atractiva presentación, se exhiben en salones y despachos sobre mesas, en lugar de guardarse en estanterías. 
Son objetos culturales pensados, tanto en tema como en diseño, para interesar a un público amplio y ser dispuestos en mesas como entretenimiento para las visitas y como elemento decorativo. Sus temas más habituales son artistas plásticos, danza, patrimonio arquitectónico e histórico, diseño y fotografía, artesanías, vinos y atractivos turísticos. 
Son ejemplares con cuidadas encuadernaciones y con imágenes llamativas, impresas en papel de calidad. Debido a su alto coste de fabricación y a que no dan tanta importancia a los textos, muchos se imprimen para su distribución internacional en una sola versión, bilingüe o en más idiomas.